# Kristian Schultze
Kristian Schultze (* 21. Januar 1945 in Frankfurt (Oder); † 22. November 2011 in Bad Tölz) war ein deutscher Komponist, Arrangeur, Keyboarder und Musikproduzent.

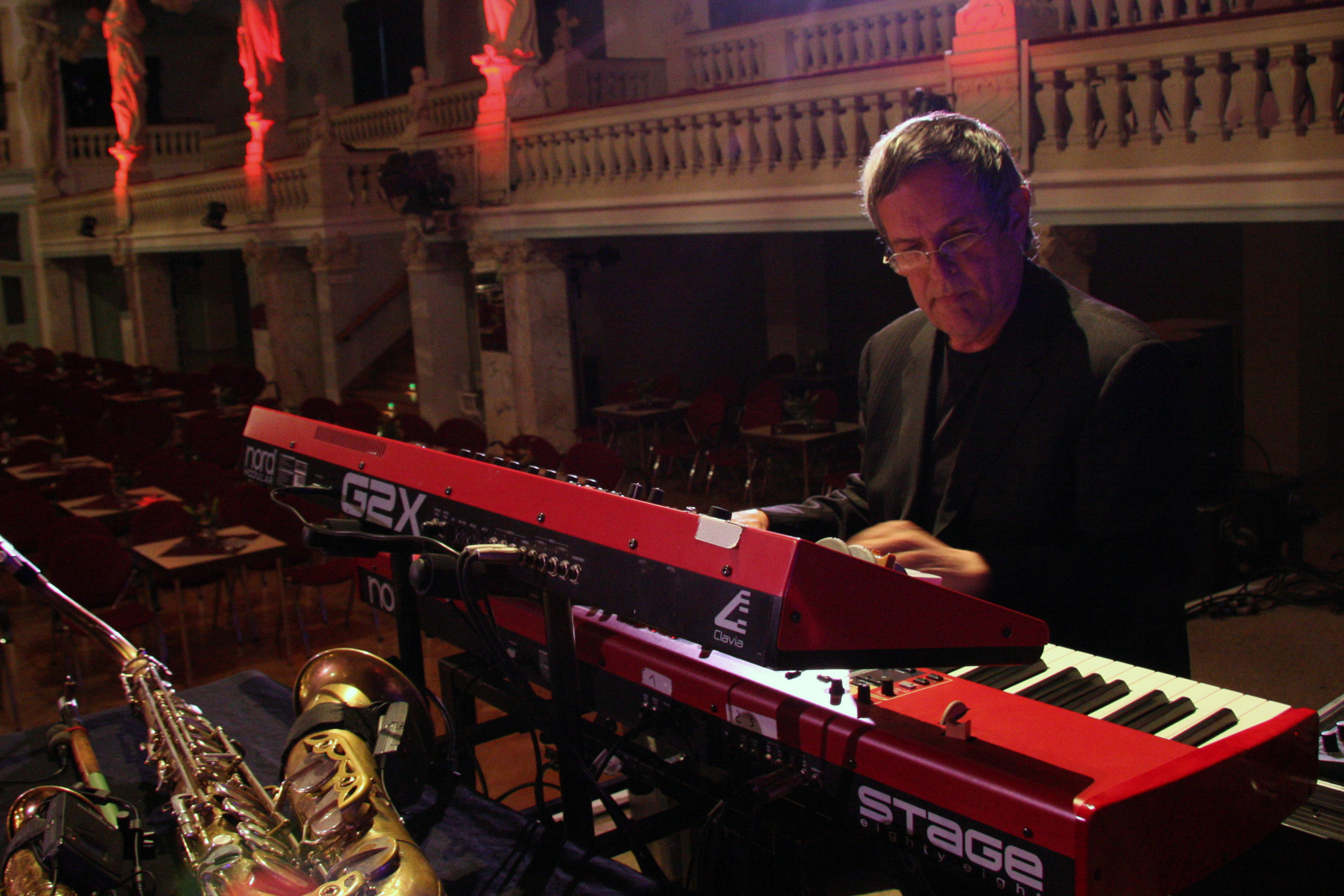
Kristian Schultze beim Soundcheck für ein Passport Classic Konzert in Zwickau am 29. Oktober 2011

## Leben
Kristian Schultze war der Sohn des Komponisten Norbert Schultze und der Schauspielerin und Sängerin Iwa Wanja. Er studierte Klavier und Komposition am Städtischen Konservatorium, dem ehemaligen Stern’schen Konservatorium in Berlin, an der Wiener Musikakademie und an der Jazz-Akademie Graz. Ab Ende der 1960er Jahre komponierte er Filmmusik; 1972 war er an der zweiten Platte von Niagara beteiligt. 1973 bis 1977 war er Keyboarder und Organist in Klaus Doldingers Band Passport. Zwischen 1977 und 1981 war er als Keyboarder und Produzent Mitglied der Band Snowball. 1979 gründete er mit Michael Holm das Musikprojekt Cusco. 1980 spielte er neben Christian Bruhn die Keyboards des deutschen Soundtracks zur TV-Serie Captain Future ein. Im dazugehörigen Booklet wird er aber in geänderter Schreibweise als Kristian Schulze aufgeführt.
Ab 1984 arbeitete er in Los Angeles als Komponist, Arrangeur und Co-Producer mit Giorgio Moroder zusammen. 1998 übersiedelte er nach Sachsenkam; seit 2002 lebte er in Bad Tölz.
Schultze spielte 1956 zusammen mit seinem Bruder Norbert Schultze junior in Max und Moritz, der Verfilmung einer Oper seines Vaters. Dort verkörperten die beiden Max und Moritz.
Schultze verstarb im November 2011 an einem Herzinfarkt.

## Kompositionen
Musik für Kinofilme
- Zur Sache, Schätzchen (1968; Regie: May Spils)
- Nicht fummeln, Liebling (1969; Regie: May Spils)
- Detektive (1969; Regie: Rudolf Thome)
- Immer bei Vollmond (1970; Regie: Ernst Lubowski)
- Hau drauf, Kleiner (1974; Regie: May Spils)
- Rosemaries Tochter (1976; Regie: Rolf Thiele)
- Wehe, wenn Schwarzenbeck kommt (1979; Regie: May Spils)
- Annas Mutter (1984; Regie: Burkhard Driest)
- Mit mir nicht, du Knallkopp (1984; Regie: May Spils)
- André schafft sie alle (1984; Regie: Peter Fratscher)
- Ätherrausch (1987; Regie: Klaus Gengnagel)
- Nancy and Frank (2001; Regie: Wolf Gremm)

Musik für Fernsehfilme und -shows
- Juhnke & Co. (24 Folgen)
- Harald und Eddi (12 Folgen, ~1987–89)
- Mary (Shows mit Georg Preuße)
- Die glückliche Familie (6 Folgen)
- Pension Corona (13 Folgen)
- Kulturmagazin (ZDF; Titelmelodie)
- Sielmann 2000 (13 Folgen)
- Der Bulle von Tölz (32 Folgen, 1995–2002)
- Eine Frau zieht ein

Darsteller
- Max und Moritz als Moritz